# Liselotte Schramm-Heckmann
Liselotte Schramm-Heckmann (nascida em 1904 em Duisburg, Alemanha e falecida em 1995 em Erkrath, Alemanha) foi uma pintora alemã. Ela nasceu em uma antiga família de comerciantes. Um ancestral do lado de seu pai era desenhista na corte do czar em Moscou. Logo após o ensino médio, ela seguiu aulas de pintura. Embora tenha sido influenciada pelo expressionismo e pela arte abstrata, sua admiração pelos antigos mestres a fez se concentrar na arte realista. Uma longa viagem pela Itália confirmou sua opinião. Ela pintou muitas paisagens e retratos de crianças.